# Lemon Gas Stadium Hiratsuka
Lemon Gas Stadium Hiratsuka – wielofunkcyjny stadion w mieście Hiratsuce, w Japonii. Został otwarty w 1987 roku. Może pomieścić 18 500 widzów. Swoje spotkania rozgrywają na nim piłkarze klubu Shonan Bellmare.